# Camp Ithier
Camp Ithier är en ort i Mauritius.   Den ligger i distriktet Flacq, i den centrala delen av landet, 26 km öster om huvudstaden Port Louis. Camp Ithier ligger 63 meter över havet och antalet invånare är 4 401. Den ligger på ön Mauritius.
Terrängen runt Camp Ithier är platt åt nordost, men åt sydväst är den kuperad. Havet är nära Camp Ithier åt nordost. Runt Camp Ithier är det tätbefolkat, med 530 invånare per kvadratkilometer. Närmaste större samhälle är Centre de Flacq, 4,3 km nordväst om Camp Ithier. Omgivningarna runt Camp Ithier är en mosaik av jordbruksmark och naturlig växtlighet.